# I vårbrytningen
Den här artikeln handlar om August Strindbergs bok. Vårbrytning är det svenska namnet på en novell av Ilja Erenburg från 1954 (ryska: Оттепель, ”töväder”), som gav namn åt epoken det ryska tövädret.
I vårbrytningen är en bok av August Strindberg från 1880–1881. Boken, ett samlingsverk med tidigare utgivna texter, gavs först ut i häftesupplaga, och först därefter i bokform. Originalversionen innehöll novellsamlingen Från Fjärdingen och Svartbäcken, ytterligare två novellsviter ("Från havet" och "Här och där"), samt pjäserna I Rom, Hermione, Den fredlöse och Anno fyrtioåtta. I senare upplagor har dock dramatiken lyfts ut, och det aldrig fullbordade prosaverket "En berättelse från Stockholms skärgård" lagts till.